# Showa (Fisch)

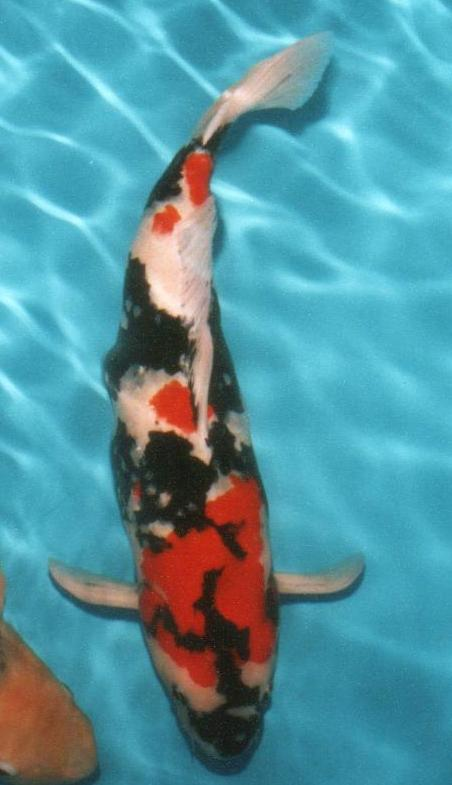
Shōwa Sanshoku

Der Shōwa Sanshoku oder Shōwa Sanke (jap. 昭和三色, wörtlich: „Shōwa dreifarbig“) ist ein Nishikigoi (錦鯉, Kurzform Koi), ein Farbkarpfen. Er hat eine schwarze Grundfarbe, rote Flecken (Hi, 緋 „Scharlachrot“, auch 火 „Feuer“ geschrieben) und weiße Flecken (白 Shiro). Beim traditionellen Shōwa ist Rot die dominierende Farbe, wobei Schwarz und Weiß sich ungefähr im Gleichgewicht befinden. Perfekt ist die Farbgebung, wenn die Schwanzwurzel weiß ist und oben mit einem roten, runden Fleck abgeschlossen ist.
- Hi Shōwa (火昭和) – durchgehendes, großflächiges Rot vom Kopf bis zum Schwanz, ein gleichmäßiges Schwarz (Sumi, 墨 „Tusche“) wie ein Utsuri und ganz wenig Weiß
- Boke Shōwa – das Sumi ist verwaschen und die Übergänge sind nicht scharf abgegrenzt, es wirkt dadurch mehr grau
- Tanchō Shōwa (丹頂昭和) –  kreisrundes Hi (Rot) auf dem Kopf
- Kindai Shōwa (近代昭和, kindai heißt „modern“) –  weiße Farbe überwiegt
- Koromo Shōwa – Schwarz geht über Rot in Netzmuster über
- Doitsu Shōwa (独昭和, wörtlich: „deutscher Shōwa“) – eine Kreuzung mit einem deutschen Spiegelkarpfen, hat eine lederartige Haut ohne Schuppen, wobei häufig (fast immer) noch die Rückgratbeschuppung und vereinzelte Schuppen im Bereich der Seitenlinie vorhanden sind.

## Quelle
- - NISHIKIGOI 錦鯉 (japanisch) (Seite nicht mehr abrufbar, festgestellt im August 2021. Suche in Webarchiven)